# クラウス・クリッペンドルフ
クラウス・クリッペンドルフ（Klaus Krippendorff、1932年3月21日 - 2022年10月10日）は、ドイツ出身の米国のコミュニケーション学者、サイバネティクス研究者、社会科学者。ペンシルベニア大学アネンバーグ・コミュニケーション学部（Annenberg School for Communication）グレゴリー・ベイトソン名誉教授 (Gregory Bateson Professor Emeritus)。

## 経歴
クリッペンドルフは、1932年ドイツのフランクフルト・アム・マイン生まれ。1954年ハノーファー工科大学 (Staatlichen Ingenieurschule Hannover) 卒業。1961年その前衛性で国際的に名高いウルム造形大学を、ディプロマ・デザイナーとして修了。1967年イリノイ大学アーバナ・シャンペーン校大学院コミュニケーション学研究科博士課程修了（Ph.D.）。
クリッペンドルフは、当初は技術者として働き始め、ウルム造形大学における大学院最終学年には、視覚認知研究所の研究助手も務めていた。フォート・インターナショナル・フェローシップ (Ford International Fellowship) の2年分の奨学金を得て、1961年にアメリカ合衆国へ渡り、まずプリンストン大学に学んだが、イリノイ大学アーバナ・シャンペーン校に転じて2度目の大学院教育を修了した。1964年には、ペンシルベニア大学アネンバーグ・コミュニケーション学部の教員となった。
クリッペンドルフは、これまでに、『Communication and Information Science』、『Communication Research』、『Constructivist Foundations』、『Cybernetics & Human Knowing』、『International Journal of Cultural Studies』、『Journal of Communication』など、20誌ほどの学術誌の編集委員をつとめてきている。また、アメリカ国立科学財団 (NSF) をはじめ、オーストリア、イスラエル、スイスの科学財団の依頼を受けて審査員を務めたり、『The Sociological Quarterly』、『the Journal of the American Statistical Association』、『Journal for Peace Research』、『the Management Communication Quarterly』、『the Journalism: Theory, Practice & Criticism』などの査読者にもなっている。
1971年、クリッペンドルフはペンシルベニア大学から名誉修士号 (M.A.) を授与された。同年には、『Journal of Communication』誌の年間最優秀論文に「On Generating Data in Communication Research」が選ばれた。1979年には、オランダ人文社会科学高等研究所 (NIAS) のフェローになった。1982年にはアメリカ科学振興協会 (AAAS) のフェローに選ばれ、1985年には国際コミュニケーション学会 (ICA) のフェロー、また、1998年には日本の基礎デザイン学会のフェローになっている。
1998年には、ペンシルベニア大学の大学院生が選ぶ最高の博士課程指導教員に選ばれた。2000年には、サイバネティクス、言語、文化のためのグレゴリー・ベイトソン講座教授となった。2001年には、サイバネティクスへの貢献に対して、アメリカ・サイバネティクス学会から、サイバネティクス分野のノーバート・ウィーナー・メダル (Norbert Wiener Medal ) 金メダルを授与された。2001年にはまた、影響力の大きかった教科書『内容分析 (Content Analysis, An Introduction to Its Methodology)』によって、ICAフェロー著作賞を受賞した。2004年には、ウィーン大学において、ドイツ・サイバネティクス学会とドイツ教育情報学会から、ノーバート・ウィーナー/ヘルマン・シュミット賞 (Norbert Wiener/Hermann Schmidt Prize) を授与された。
2012年には、スウェーデンのベクショーとカルマルにキャンパスを構えるリンネ大学 (LNU) から名誉博士号 (Doctor of Philosophy honoris causa) を授与された。

## 研究分野
クラウス・クリッペンドルフの研究関心は、認識論からデザインまで及んでいる。
- 社会構築主義的認識論と二次的サイバネティクス
- 科学的言説とそのアーティファクツ（人工物）
- サイバネティクス、システム理論、コミュニケーション、情報理論、質的データの構造モデル、サイバースペースなどの数学的基礎
- 社会科学方法論、特に内容分析
- 信頼性分析、「クリッペンドルフのα」（一致係数）など
- 現実の構成についての伝統的、および、推論的アプローチ
- 解放理論と批判的研究
- 情報化時代における人間中心主義的デザイン原理

## おもな業績
クラウス・クリッペンドルフは、サイバネティクスとシステム理論、社会科学方法論、人間コミュニケーション、会話、言説などについて幅広く著書を公刊している。以下はそのおもなものである。
- 1967, An Examination of Content Analysis:  A Proposal for a Framework and an Information Calculus for Message Analytic Situations, Ph.D. Dissertation, Urbana: University of Illinois, 400 pp.
- 1970, "Bivariate agreement coefficients for reliability of data", in E. F. Borgatta: Sociological Methodology. San Francisco: Jossey-Bass, 139–150.
- 1980, Content Analysis; An Introduction to its Methodology, Beverly Hills, CA: Sage, 188 pp. (Translated into Italian, Japanese, Spanish, and Hungarian)
  - 日本語訳：（三上俊治、橋元良明、椎野信雄の共訳）メッセージ分析の技法―「内容分析」への招待、勁草書房（Keiso communication）、1989年
- 1986, A Dictionary of Cybernetics, Norfolk, VA:  The American Society for Cybernetics.
- 1986, Information Theory:  Structural Models for Qualitative Data, Beverly Hills, CA:  Sage Publications, 96 pp.
- 1989, Product Semantics. With R. Butter (Eds.) Design issues, 5.
- 1994, Design: A Discourse on Meaning; A Work Book, Philadelphia PA: University of the Arts.
- 1997, Design in the Age of Information, A Report to the National Science Foundation (NSF).
- 2006, The Semantic Turn; A New Foundation for Design, New York: Taylor & Francis CRC, 349 pp. (Translated into Japanese)
  - 日本語訳：（小林昭世、川間哲夫、國澤好衛、小口裕史、蓮池公威、西澤弘行、氏家良樹の共訳）意味論的転回：デザインの新しい基礎理論、エスアイビー・アクセス/星雲社、2009年
- 2009, The Content analysis Reader. With M. A. Bock (Eds.). Thousand Oaks, CA: Sage, 481 pp.
- 2009, On Communicating; Otherness, Meaning, and Information. F. Bermejo (Ed.). New York: Routledge, 372 pp.
- 2012, Content Analysis; An Introduction to its Methodology, 3rd Edition, Thousand Oaks, CA: Sage, 441 pp.